# Copșa Mică
Copșa Mică (węg. Kiskapus, niem. Kleinkopisch) – miasto w Rumunii, w okręgu Sybin. Według danych na rok 2010 liczy 5300 mieszkańców.
W mieście rozwinął się przemysł chemiczny, odzieżowy, drzewny, zbrojeniowy oraz hutniczy.